# Histoire d’un conscrit de 1813
Histoire d’un conscrit de 1813 ist ein historischer Roman des französischen Autorenpaares Erckmann-Chatrian aus dem Jahr 1864.

## Inhalt

### Handlung und Personen
Der Roman schildert eine Episode aus der Endphase des Ersten Französischen Kaiserreichs (1804–1815) und spielt in den Jahren 1812 bis 1814. Joseph Bertha, Sohn eines Holzfällers aus Dabo (Département Moselle; deutsch: Dagsburg), Uhrmacher-Lehrling in Phalsbourg (deutsch: Pfalzburg), glaubt sich zunächst wegen seiner schwächlichen Konstitution davor geschützt, zur kaiserlichen Armee eingezogen zu werden. Auf Grund der verheerenden Verluste während des Russlandfeldzugs 1812 werden aber auf Grund eines Senatsbeschlusses 300.000 neue Rekruten eingezogen, um die Verluste wieder auszugleichen. Obwohl er wenig Neigung zeigt, seine Cousine und Verlobte Cathérine zu verlassen und zur Ehre und zum Ruhme Napoleons und seiner Familie durch Europa zu ziehen, wird Joseph gemustert und nach Mainz zur Grundausbildung eingezogen. Als Angehöriger des 6e Régiment d'infanterie légère unter Marschall Ney nimmt er schließlich an der Schlacht bei Großgörschen (frz. bataille de Lützen) am 2. Mai 1813 teil. Dort erlebt er, schwer verwundet, auch einen Auftritt Napoleons. Nach einem mehrmonatigen Lazarettaufenthalt in Leipzig wieder genesen, nimmt er am weiteren Feldzug teil. Während der Völkerschlacht bei Leipzig vom 16. bis 19. Oktober 1813 erkrankt er lebensgefährlich an Typhus. Er wird leblos aufgelesen und unter Fieberkrämpfen auf einem Gepäckkarren von französischen Soldaten mitgenommen, die nach der verlorenen Schlacht durch Deutschland zurückflüchten. In Quatre-Vents (deutsch: Vierwinden) wird er von seiner Verlobten und deren Mutter erkannt. Diese können erreichen, dass er zur Pflege bei ihnen zurückgelassen wird. Als Joseph im Januar 1814 wieder zu Bewusstsein kommt, hört er Kanonendonner: das nahe gelegene Phalsbourg wird vom früher so häufig unterlegenen Feind belagert, während Blücher mit der Vorhut der alliierten Truppen bereits auf dem Weg nach Paris ist.

### Weltbild
Erckmann beschreibt zunächst seine Heimatstadt Phalsbourg zu Beginn des 19. Jahrhunderts mit ihren unaufhörlich neu gefüllten Rekrutenlagern, ihren Veteranenvereinen, ihrer Standortverwaltung und ihrem trotz permanentem Alarmzustand malerischen Festungsalltag. Seine Schilderungen stützen sich auf Erzählungen und Aufzeichnungen seines Vaters sowie von Veteranen der Napoleonischen Kriege, von denen Erckmann in seiner Jugend in Phalsbourg zahlreiche kennengelernt hatte. Er vollzog außerdem den historischen Weg des 6e Régiment d'infanterie légère durch Deutschland und Frankreich selbst nach, gestützt auf das Kriegstagebuch des Capitaine Vidal, des Onkels eines Phalsbourger Freundes. Als weitere Quelle benutzte Erckmann außerdem die Geschichte des Ersten Kaiserreichs von Adolphe Thiers. Für etliche der Nebenfiguren der Handlung finden sich reale Vorbilder in Erckmanns Jugend in Phalsbourg. Erckmann hat sich bewusst dafür entschieden, die historischen Ereignisse aus der Perspektive eines einfachen Soldaten zu schildern. Für seinen Biographen Georges Benoit-Guyod hat er in der Gestalt Joseph Bertha die Figur des Unbekannten Soldaten vorweggenommen. Der britische Literaturkritiker und Schriftsteller V. S. Pritchett sieht die Stärke des Romans neben seiner pazifistischen Haltung in der „aus dem Patriotismus geborenen Anklage gegen den Despotismus, die sich auf die Beschreibung dessen stützt, was ein Mann oder eine Frau aus dem einfachen Volk zu dieser Zeit gefühlt hat. Es ist ein Buch voll fruchtbaren Murrens und vielsagender Ironie.“

## Form
Erzähler ist der alte Joseph Bertha. Er äußert im letzten Satz des Romans die Hoffnung, „daß meine Geschichte dazu dienen kann, der Jugend zu zeigen, daß nichts die Menschen glücklicher macht als Frieden, Freiheit und Arbeit“ und kündigt an, auch noch von seinen Erlebnisse in Waterloo zu berichten.

## Stellung in der Literaturgeschichte
Histoire d’un conscrit de 1813 ist einer der erfolgreichsten aus der Reihe der Romans nationaux des französischen Autorenpaares. Mit dieser Romanfolge dokumentierten die Autoren ein Jahrhundert französischer Geschichte von 1775 bis 1875. Beide kannten aus ihren Familien und deren Bekanntenkreisen zahlreiche Veteranen der Revolutionskriege und der Napoleonischen Kriege und aus den Erinnerungen und Erzählungen dieser Bauern und Handwerker schöpften die beiden Autoren die Stoffe für ihre historischen Erzählungen und Romane. Gegen den zeitgenössischen französischen Feuilletonroman, in dem Geschichte nur als Quelle für spannende Anekdoten und interessante Persönlichkeiten benutzt wurde, und gegen den Anspruch des Zweiten Kaiserreichs unter Napoleon III., das Zeitalter der Revolutionen beendet zu haben, wollten Erckmann-Chatrian die anhaltende politische und gesellschaftliche Bedeutung der Ereignisse zu Beginn des 19. Jahrhunderts verdeutlichen.

## Rezeption
Histoire d’un conscrit de 1813 erschien zunächst in Fortsetzungen im Journal des Débats, wegen des großen Erfolges dann 1864 als Buch im Verlag von Pierre-Jules Hetzel und wurde zwischen 1864 und 1885 noch weitere 25-mal neu aufgelegt. Bereits 1865 wurde das Buch erstmals ins Deutsche übersetzt und unter dem Titel  Geschichte eines Rekruten von Anno 1813 veröffentlicht.

### Textausgaben
- Histoire d’un conscrit de 1813. Hetzel, Paris 1864 (französische Originalausgabe; online bei fr.wikisource: Histoire d’un conscrit de 1813)
- Geschichte eines Rekruten von Anno 1813. Hendel, Halle a.S. 1865 (in der Bibliothek der Gesamt-Litteratur des In- und Auslandes Bd. 398/399; deutsche Erstausgabe)
- Geschichte eines Rekruten von 1813 (J. von Harten, K. Henniger (Hg.): Schaffsteins Blaue Bändchen, Bd. 44/45). Schaffstein, Köln am Rhein, o. J.
- Es lebe der Kaiser. Geschichte eines Rekruten aus den Napoleonischen Kriegen. Diogenes, Zürich 1991. ISBN 978-3257211993

### Hörbuch
- Jens & Joerg G. Fieback: Napoleon und die Völkerschlacht – Entscheidung bei Leipzig. Zeitbrücke, Aue 2012. Sie verweisen im Begleitheft auf die Quelle.
- Émile Erckmann, Alexandre Chatrian: 1813 – Der Rekrut. Zeitbrücke Verlag, Aue 2013. Ungekürzte Lesung des Romans in einer Übersetzung von Egon Krannich, gesprochen von Ben Münchow. Erscheinungstermin: 13. März 2013. ISBN 978-3981471779

### Sekundärliteratur
- Georges Benoit-Guyod: La vie et l'œuvre d'Erckmann-Chatrian, in Jean-Jacques Pauvert (Hrsg.): Erckmann-Chatrian, Contes et romans nationaux et populaires, Band XIV. Pauvert & Hachette, Paris 1963 (Neuausgabe bei Éditions Serpenoise 1987. ISBN 2-87697-001-5)
- V. S. Pritchett: Vorwort S. 7–14 in Es lebe der Kaiser. Geschichte eines Rekruten aus den Napoleonischen Kriegen. Diogenes, Zürich 1991